# Papa bar Aggai
Papa bar Aggai, mort en 326 ou 327, était évêque et 1er catholicos de Séleucie et Ctésiphon. 

## Biographie
Au cours des premières décennies du IVe siècle, le vieil évêque de Ctésiphon, Papa bar Aggai, constate que les églises d'Iran ne sont liées par aucun lien et estime que, du fait son âge et de sa fonction de guide de la communauté chrétienne de la capitale, il lui appartient de les rassembler sous son hégémonie et de devenir de facto le catholicos d'Iran. Il réunit vers 315 dans ce contexte un synode.
Papa se heurte immédiatement à l'hostilité de ses pairs, menés par un certain Milés, évêque de Suse, un zoroastrien converti qui lui reproche son orgueil, rapidement appuyé par Habib, l'évêque de Gundishapur, qui considère que ce rôle lui revient car sa ville est la résidence royale d'été du souverain sassanide. Au cours des débats houleux qui suivent, Papa est frappé d'une attaque qui le laisse à demi-paralysé. Considérant qu'il s'agit d'une manifestation divine, les évêques présents, ses adversaires, ordonnent alors son archidiacre Simon et le désignent comme coadjuteur.
Depuis les défaites du règne de Narseh, l'influence régionale des Sassanides s'était affaiblie, aussi Sa'da, patriarche d'Édesse, obtient l'appui de l'empereur Constantin Ier et le soutien de l'Église occidentale pour condamner les opposants à Papa qui sont excommuniés, sauf Simon qui « avoue » qu'il avait été contraint. À la mort de Papa vers 326/327, Simon lui succède régulièrement.